# Manzhouli
Manzhouli és una ciutat xinesa de la prefectura de Hulunbuir, a la regió autònoma de la Mongòlia Interior. Situada a la frontera amb Rússia, és un important port d'entrada terrestre.

## Història
En l'antiguitat la zona estava habitada pels donghu, xiongnu, xianbei, khitan, jurtxets, mongols i manxús. L'Imperi Rus va obligar a la dinastia Qing (1644–1912) a cedir la Manxúria Exterior al Tractat d'Aigun de 1858. Aquest tractat va fer del riu Argun, que neix en aquesta zona, la frontera entre la Xina i Rússia.
El 1901 el ferrocarril de l'Extrem Orient de la Xina es va completar d'acord amb el Tractat secret sino-rus de 1896, que unia Sibèria, Manxúria i l'Extrem Orient Rus, i es va formar un assentament al voltant de l'estació de Manchzhuriya, la primera parada a Manxúria des de Rússia. Aquest va ser l'inici de la ciutat moderna de Manzhouli, nom que prové del rus Манжули (Manzhuli).
El 1905 Manzhouli va ser designada com a centre comercial, impulsant-ne el creixement. El 1908 es va establir la duana de Manzhouli. Sota la República de la Xina (1912-1949), Manzhouli (amb el nom de Lubin, 臚濱) va quedar sota la jurisdicció de la província de Xing'an. El 1927 Manzhouli va ser designada com a ciutat. Amb Xing'an i les zones circumdants, Manzhouli va passar sota control japonès el 1931 i va formar part de l'estat de Manxukuo de 1932 a 1945. Finalment, va passar a formar part de la Mongòlia Interior sota administració xinesa el 1946.
El 1992 Manzhouli es va convertir en una de les primeres ciutats frontereres terrestres obertes per la República Popular de la Xina (RPC). Des de llavors, ha experimentat un cert auge com a centre del comerç fronterer entre la Xina i Rússia.

## Geografia

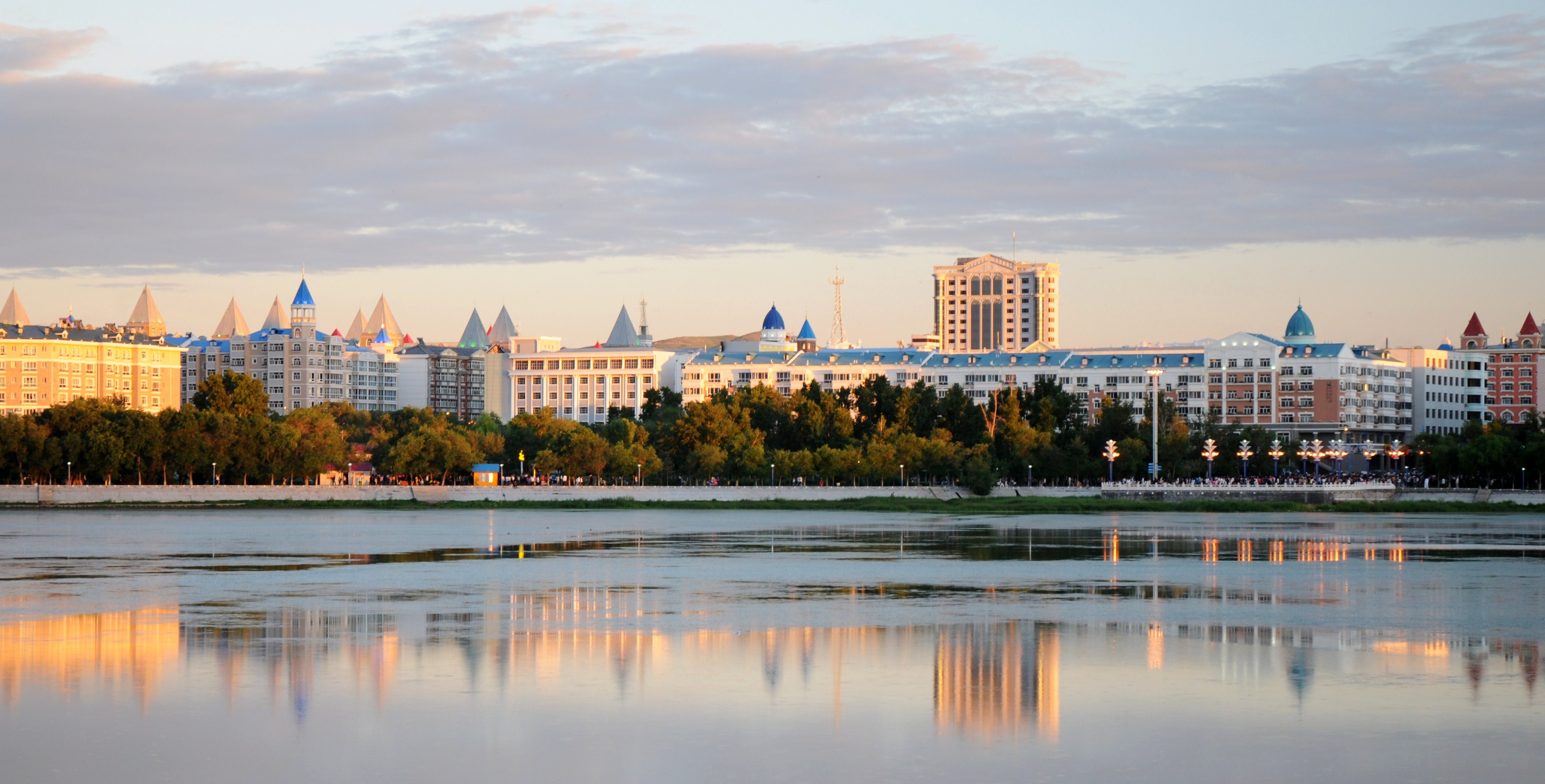
Centre de Manzhouli

Manzhouli limita amb Rússia al nord, amb la qual comparteix una frontera de 54 quilometres (34 mi) de llarg. El poble rus de Zabaïkalsk es troba immediatament al nord de l'illot Abagaitu i Manzhouli.
Manzhouli es troba a les praderies de Hulunbuir. El llac Hulun al sud és el cinquè llac d'aigua dolça més gran de la RPC amb una superfície de 2,600 quilometres quadrats (1,000 sq mi) i una profunditat mitjana de només 5 metres (16 ft).
Manzhouli té un clima semiàrid (Köppen), amb temperatures a l'hivern capaces de caure en picat per sota de −40 °C (−40 °F). No obstant això, més de tres quartes parts de les precipitacions anuals es produeixen de juny a agost. El Festival de Gel i Neu de Manzhouli té lloc cada hivern des de febrer fins a principis de març. Aquesta és una versió menor del Festival Internacional d'escultures de gel i neu de Harbin. Manzhouli té una rèplica del monument soviètic de la Segona Guerra Mundial La Mare Pàtria us crida!.

El noranta-cinc per cent de la població de Manzhouli és han. La resta són buriats, russos, mongols i manxús. Gran part de la trama de la pel·lícula del 2018 An elephant sitting still gira al voltant d'uns personatges que viatgen cap a Manzhouli.

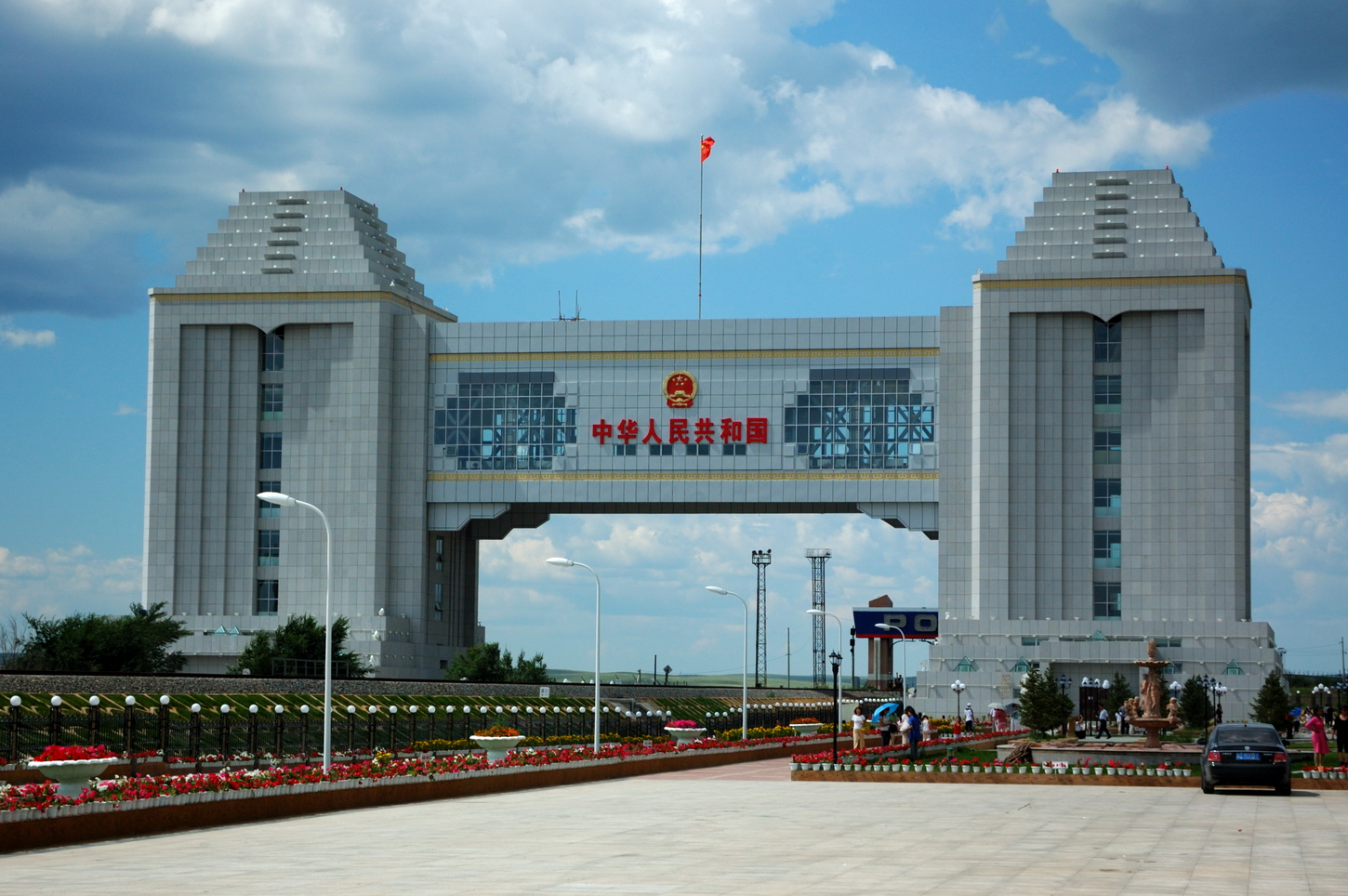
Pas fronterer ferroviari a Manzhouli

Els trens de Pequín a Moscou del ferrocarril transsiberià passen per l'estació de tren de Manzhouli. També hi ha línies turístiques a Txità, Krasnokàmensk, Irkutsk i Ulan-Udè. La carretera 301 enllaça Mongòlia Interior i Heilongjiang.